# Buddleja salviifolia
Buddleja salviifolia là một loài thực vật có hoa trong họ Huyền sâm. Loài này được (L.) Lam. mô tả khoa học đầu tiên năm 1785.